# Австралийские Альпы
Австрали́йские А́льпы (англ. Australian Alps) — высочайший горный хребет в Австралии. Нагорье в составе Большого водораздельного хребта. Высочайшая точка — гора Косцюшко, 2228 м — также является высочайшей точкой всего материка Австралия. На северо-западном склоне берёт своё начало самая протяжённая река Австралии Муррей.
Длина хребта — около 400 км, ширина — до 150 км. На территории Альп созданы несколько природоохранных зон, в частности, национальный парк Маунт-Буффало.

## Карты
- Карта биогеографических регионов Австралии[англ.]. Австралийские Альпы выделены красным
- Карта Австралийских Альп